# Leptostylus ovalis
Leptostylus ovalis är en skalbaggsart som beskrevs av Bates 1863. Leptostylus ovalis ingår i släktet Leptostylus och familjen långhorningar. Inga underarter finns listade i Catalogue of Life.